# Staphylinidae
Los estafilínidos (Staphylinidae) son una de las familias  numerosas de coleópteros polífagos con unas 63 000 especies descritas y miles de géneros, (casi tantas como vertebrados). Su tamaño oscila entre 0,5 y 50 mm, aunque la mayoría miden entre 2 y 10 mm.
Según Lawrence & Newton las antiguas familias Micropeplidae, Pselaphidae y Scaphidiidae deben incluirse entre los estafilínidos con categoría de subfamilias.
Es un grupo antiguo. Se conocen fósiles del Triásico, de 200 millones de años. Es posible que haya otros más antiguos.

## Características
Es una familia tan grande que presenta gran variedad. La mayoría de las especies son alargadas y con tegumento blando. Los élitros están típicamente acortados, dejando al descubierto parte del abdomen. En  la mayoría, las alas están bien desarrolladas y son buenos voladores. Unos pocos carecen de alas.

## Biología y ecología

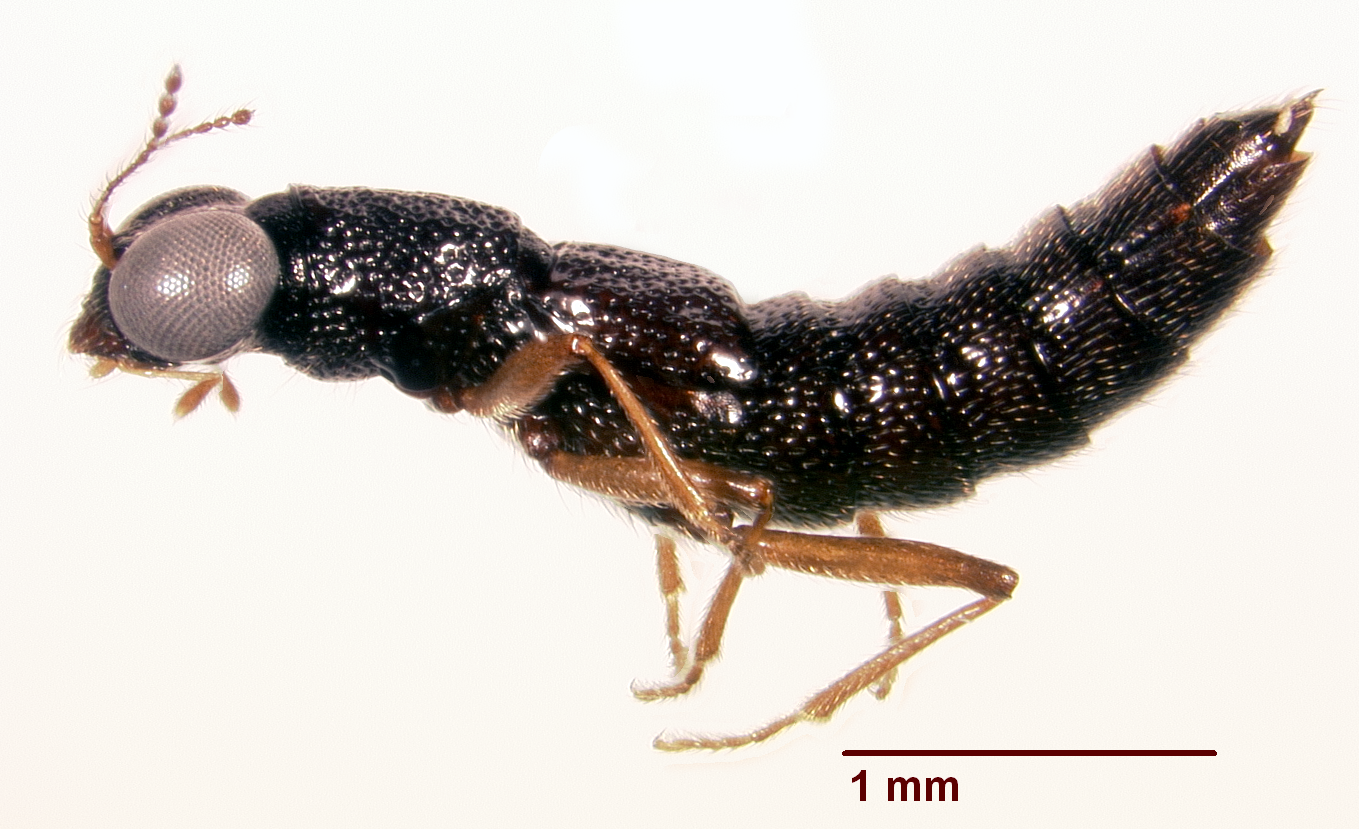
Stenus sp vista lateral

Los estafilínidos ocupan una gran diversidad de hábitats: hojarasca, turba, hongos, corteza de árboles, carroña, madrigueras de mamíferos, nidos de aves, nidos de insectos sociales (hormigas, avispas, abejas, termitas), cuevas, vegetación, flores, etc.
La mayoría son carnívoros o carroñeros, pero también hay especies saprófagas (materia vegetal en descomposición) y fitófagas (polen, flores, algas, etc.). Muchos segregan sustancias malolientes e irritantes para repeler a sus enemigos.
Los estafilínidos tienen un importante papel en los ecosistemas, tanto actuando como presas, como manteniendo el equilibrio de poblaciones de otros insectos, a los que depredan (escolítidos, larvas de dípteros, caracoles, etc.).

## Galería

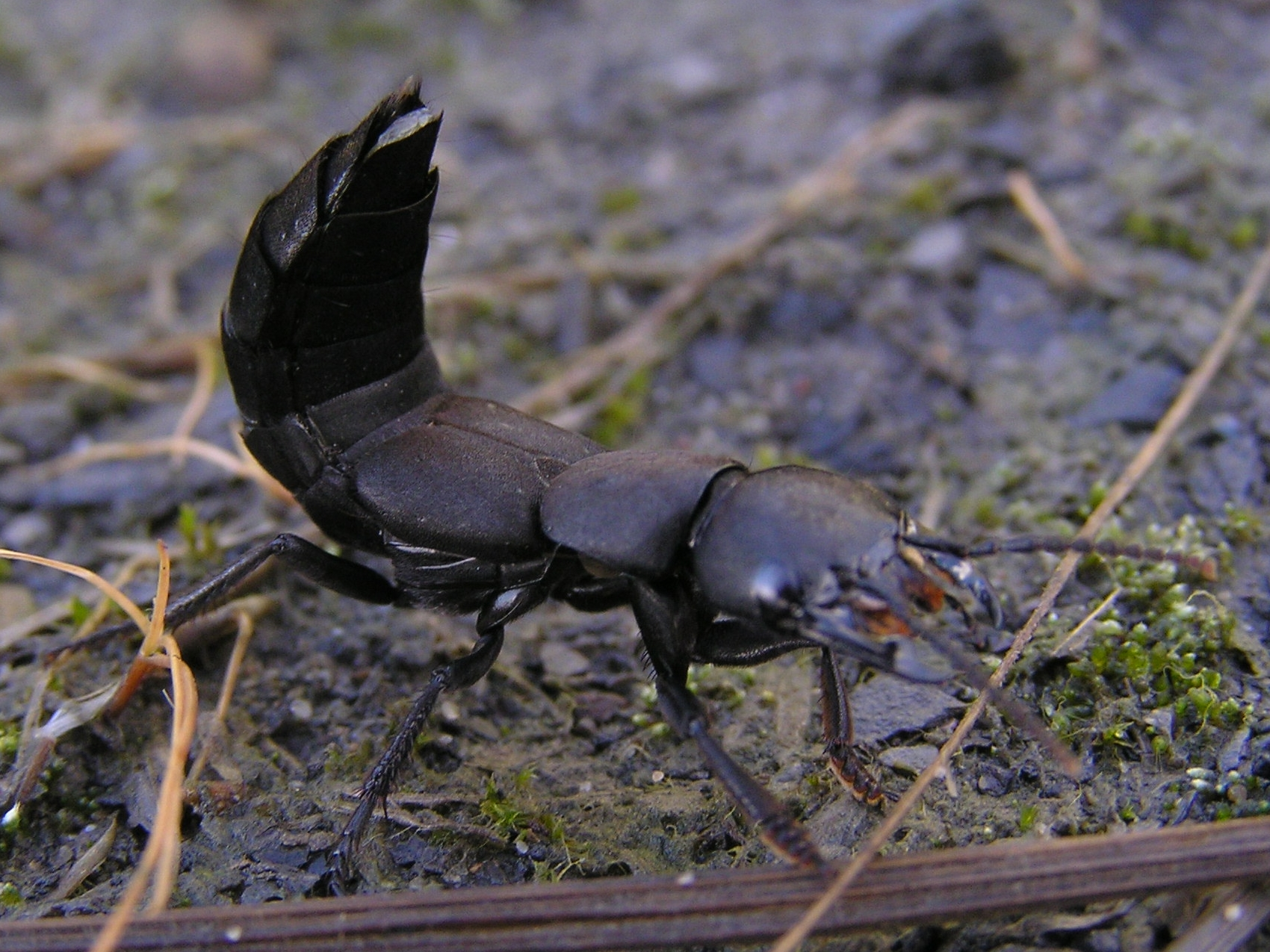
Ocypus sp.
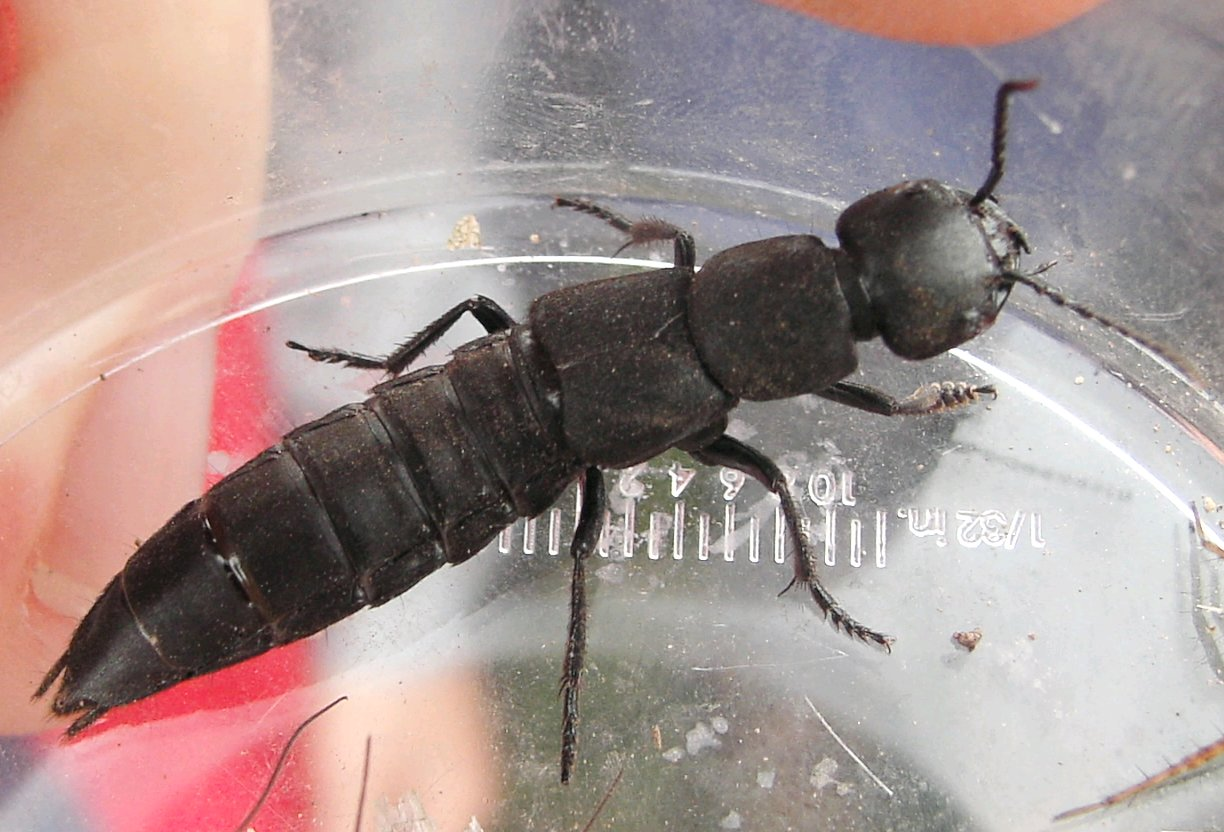
Ocypus olens
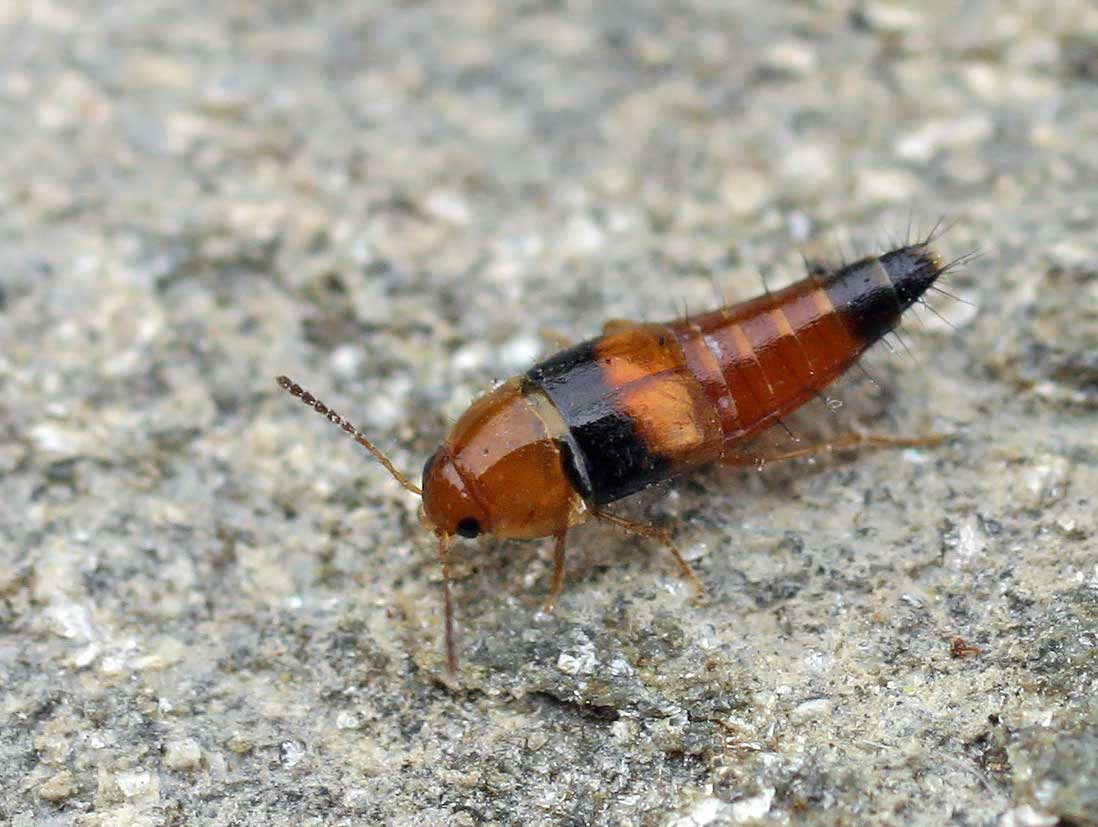
Tachyporus obtusus
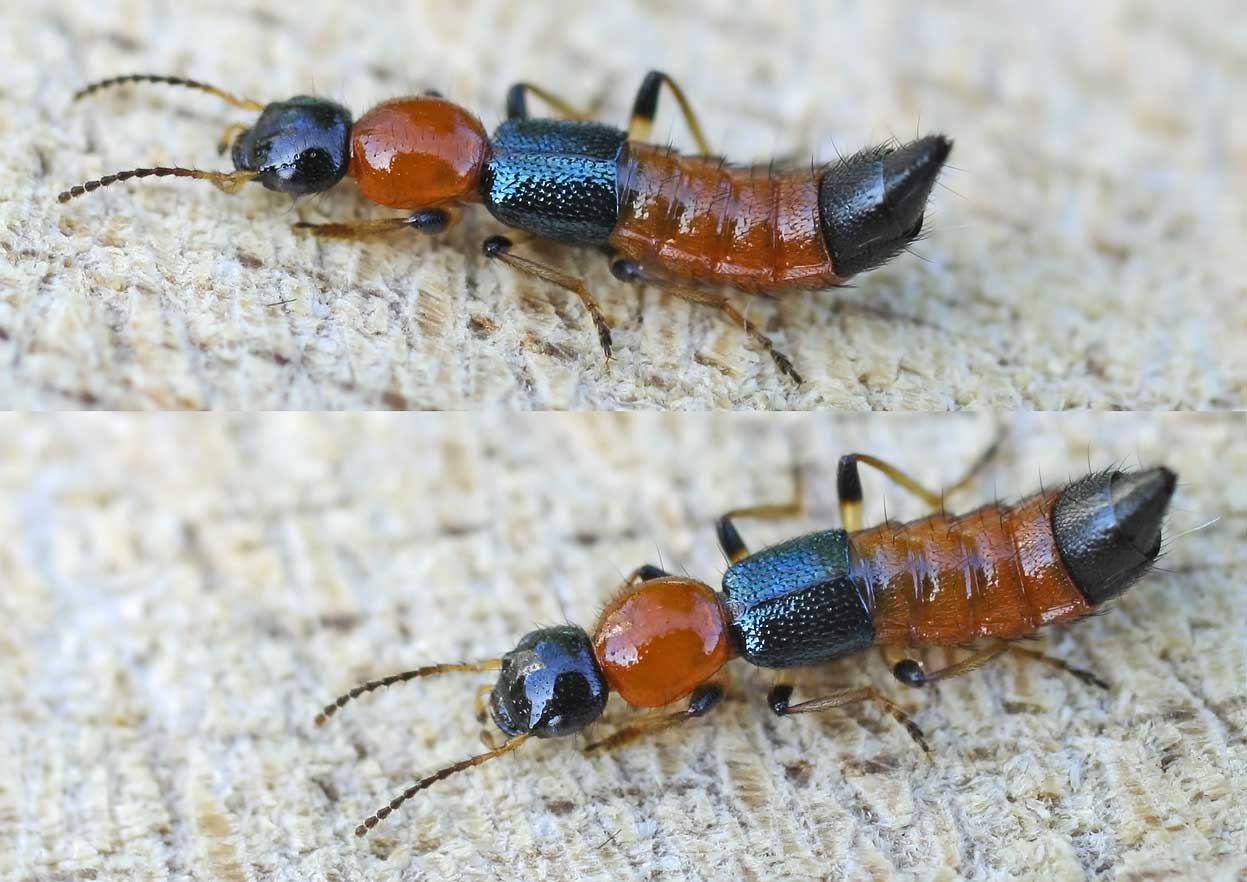
Paederus littoralis
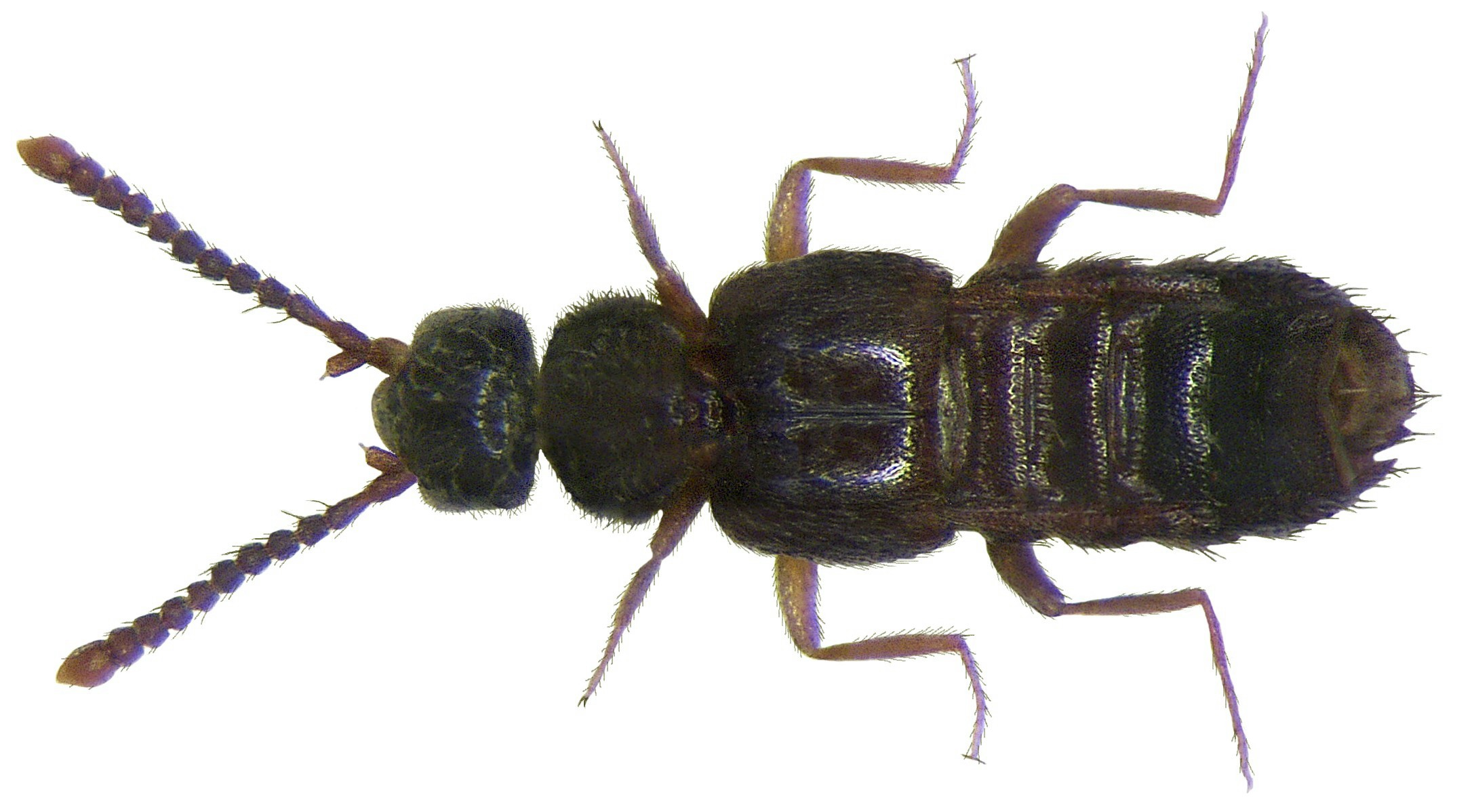
Cordalia tsavoana
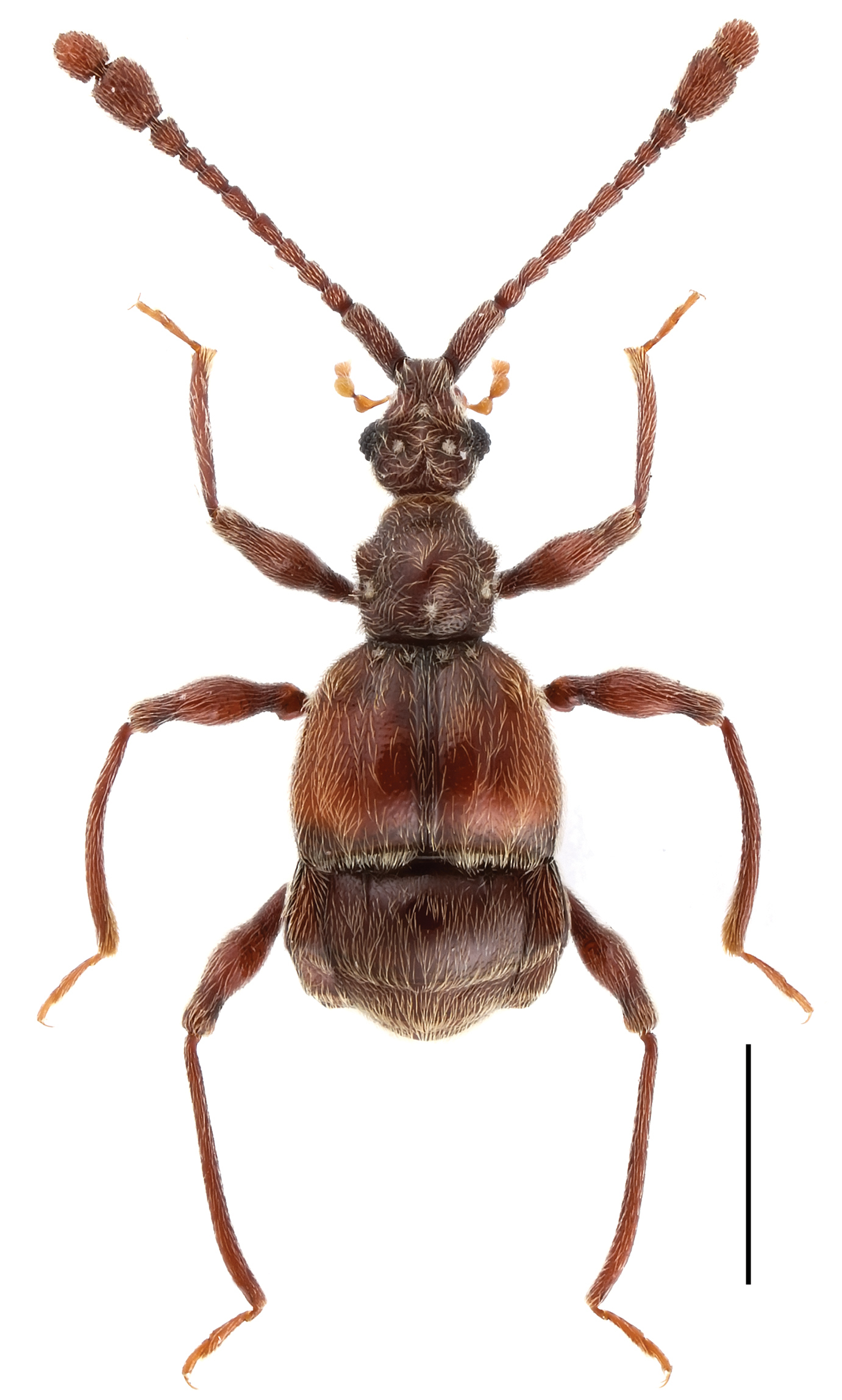
Taiwanophodes minor
- Ontholestes tessellatus
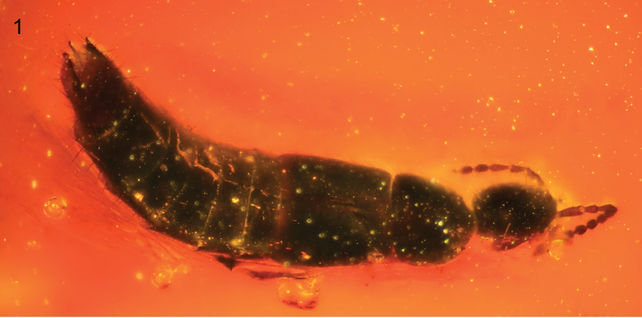
Diochus electrus, fósil en ámbar